# Self-Destructive Pattern
Self-Destructive Pattern è il terzo album in studio del gruppo musicale alternative metal Spineshank.

## Il disco
L'album è un po' più melodico dei precedenti e anche questo gli ha permesso di divenire in fretta il loro disco più venduto, che ha raggiunto la posizione numero 89 su Billboard 200.
Il singolo Smothered fu nominato ai Grammy Awards del 2003 come Best Metal Performance.

## Tracce
1. Violent Mood Swings – 3:29
2. Slavery – 2:55
3. Smothered – 3:07
4. Consumed (Obsessive Compulsive) – 3:06
5. Beginning of the End – 3:32
6. Forgotten – 3:19
7. Self-Destructive Pattern – 3:16
8. Tear Me Down – 3:42
9. Stillborn – 4:15
10. Falls Apart – 2:56
11. Fallback – 3:15
12. Dead to Me – 6:06

## Formazione
- Jonny Santos - voce
- Mike Sarkisyan — chitarra
- Bobbito García — basso
- Tommy Decker — batteria